# والنتین رونیه
والنتین رونیه (انگلیسی: Valentin Rongier؛ زادهٔ ۷ دسامبر ۱۹۹۴) بازیکن فوتبال اهل فرانسه است.
از باشگاه‌هایی که در آن بازی کرده‌است می‌توان به باشگاه فوتبال نانت و باشگاه فوتبال المپیک مارسی اشاره کرد.